# Chilakaluripet
Chilakaluripet é uma cidade e um município no distrito de Palnadu, no estado indiano de Andra Pradexe.

## Demografia
Segundo o censo de 2011, Chilakaluripet tinha uma população de 101.398 habitantes. Os indivíduos do sexo masculino constituem 50% da população e os do sexo feminino 50%. Chilakaluripet tem uma taxa de literacia de 59%, inferior à média nacional de 59,5%, sendo de 68% entre homens e 50% entre mulheres. 11% da população está abaixo dos 6 anos de idade.